# Saxitoxina
Saxitoxina conhecida pela sigla STX é um poderoso anestésico local, produzida por dinoflagelados marinhos e cianobactérias.
STX é uma neurotoxina que está sendo estudada para o uso em pós-operatórios cirúrgicos para uma  ação prolongada de até uma semana. Daniel Kohane, do Hospital Infantil da Escola Médica de Harvard, em Boston, Massachusetts testou em animais um sistema de liberação lenta através de lipossomos (minibolhas ou minicélulas) com sucesso. O estudo foi publicado em abril de 2009, no Proceedings of the National Academy of Sciences.